# Mitsubishi Kakoki Kaisha
Mitsubishi Kakoki Kaisha, Ltd. (TYO: 6331, OSX: 6331) —   японская компания основана в 1935 году как Kakoki Seisaku, Ltd, финансируемая фирмой Mitsubishi, для производства химического оборудования. Первым выпущенным продуктом был аутоклавный реактор. В 1938 году переименована в Mitsubishi Kakoki Kaisha, Ltd. В 1957 году начала производство саморазгружающегося сепаратора типа-SJ для очистки топливного масла для корабельных дизельных двигателей.  Компания также занимается дизайном промышленных заводов.